# Victoria, British Columbia
Thành phố Victoria là thủ phủ của tỉnh bang British Columbia, Canada. Thành phố nằm trên mũi phía nam của đảo Vancouver ngoài khơi bờ biển Thái Bình Dương của Canada. Thành phố có dân số khoảng 78.000 dân bên trong vùng đô thị Victoria Mở rộng với dân số 330.000 người, vùng đô thị đông dân thứ 15 ở quốc gia này.
Victoria có cự ly khoảng 100 kilômét (62 dặm) so với trung tâm Vancouver trên đất liền. Thành phố có cự ly 100 kilômét (62 dặm) so với Seattle theo đường hàng không hay phà và 40 kilômét (25 dặm) so với cảng Angeles, Washington theo phà qua eo biển Juan de Fuca.
Thành phố được đặt tên theo nữ hoàng Victoria của Anh.

## Lịch sử
Trước khi sự xuất hiện của thuyền trưởng James Cook vào cuối những năm 1700, khu vực tiểu bang Victoria là nơi cho cộng đồng của các dân tộc Coast Salish, bao gồm cả Songhees. Người Tây Ban Nha và Anh đã lên thăm dò của bờ biển phía tây bắc của Bắc Mỹ bắt đầu với các chuyến thăm của Juan Perez năm 1774 và của thuyền trưởng James Cook vào năm 1778 mặc dù khu vực Victoria của eo biển của Juan de Fuca không thâm nhập cho đến năm 1790. Thủy thủ Tây Ban Nha thăm Esquimalt Harbour (phía tây của Victoria thích hợp) vào năm 1790, năm 1791, và 1792.
Năm 1841, James Douglas được giao nhiệm vụ thiết lập một trạm buôn bán trên mũi phía nam của đảo Vancouver, theo đề nghị bởi Sir George Simpson là tiền đồn thương mại nên được xây dựng trong trường hợp Fort Vancouver rơi vào tay Hoa Kỳ (xem ranh giới tranh chấp Oregon). Douglas thành lập Fort Victoria, trên địa điểm ngày nay Victoria, British Columbia với dự đoán về kết quả của Hiệp ước Oregon năm 1846, mở rộng Bắc Mỹ Anh / Hoa Kỳ biên giới dọc theo vĩ tuyến 49 từ Rockies eo biển Georgia.

## Thành phố kết nghĩa
- Napier, New Zealand
- Tô Châu, Trung Quốc
- Khabarovsk, Nga
- Morioka, Nhật Bản